# Густав Штюмер
Густав Штюмер (нім. Gustav Stühmer; 8 квітня 1914, Ельсфлет — 16 лютого 1944, Нарва) — німецький військовик, оберфельдфебель вермахту. Кавалер Лицарського хреста Залізного хреста з дубовим листям.

## Біографія
В жовтні. 1935 року вступив в 58-й піхотний полк. З 1939 року служив у 8-й роті 399-го піхотного полку 170-ї піхотної дивізії. Учасник Німецько-радянської війни. З серпня 1941 року — командир взводу 11-ї роти свого полку. Відзначився у боях під Ленінградом, в тому числі під час взяття передмостових споруд через Неву біля Дубровки. Загинув, закривши від уламків гранати свого командира оберста Франца Грісбаха. Похований на німецькому військовому цвинтарі в Тойлі.

## Звання
- Солдат (1935)
- Єфрейтор (1937)
- Оберєфрейтор (1937)
- Унтерофіцер резерву (1939)
- Фельдфебель резерву (1940)
- Оберфельдфебель резерву (29 грудня 1942)

## Нагороди
- Медаль «За вислугу років у Вермахті» 4-го класу (4 роки)
- Залізний хрест
  - 2-го класу (10 липня 1941)
  - 1-го класу (19 серпня 1941)
- Штурмовий піхотний знак в сріблі
- Медаль «За зимову кампанію на Сході 1941/42»
- Німецький хрест в золоті (3 серпня 1942)
- Нагрудний знак «За поранення» в золоті (27 листопада 1942)
- Лицарський хрест Залізного хреста з дубовим листям
  - лицарський хрест (29 грудня 1942)
  - дубове листя (№422; 6 березня 1944, посмертно)